# Kabupaten de Sanggau
Le kabupaten de Sanggau, en indonésien Kabupaten Sanggau, est un kabupaten d'Indonésie situé dans la province de Kalimantan occidental.

## Géographie
Le kabupaten de Sanggau est bordé :
- au nord, par l'état malaisien de Sarawak,
- à l'est, par les kabupaten de Sintang et Sekadau,
- au sud, par celui de Ketapang et
- à l'ouest, par celui de Landak.

## Population
Les principaux groupes habitant le kabupaten sont : 
- les Bidayuh dans le district de Kembayan,
- les Dayak Desa dans le district de Toba,
- les Mali dans le district de Balai.

Les autres groupes représentés sont :
- les Batak originaires de Sumatra du Nord,
- les Bugis originaires de Sulawesi du Sud,
- les Javanais,
- les Malais autochtones,
- les Minangkabau originaires de Sumatra occidental,
- les Sundanais originaires de Java occidental.

## Histoire
Sanggau est un ancien royaume, encore matérialisé de nos jours par la principauté de Sanggau.